# Cichladusa guttata
El zorzal palmero moteado (Cichladusa guttata) es una especie de ave paseriforme de la familia Muscicapidae propia de África oriental.

## Distribución y hábitat
Se encuentra en África oriental, distribuido por el sur de Etiopía, Kenia, Somalia, Sudán del Sur, Tanzania y Uganda. Su hábitat natural son los bosques tropicales secos, las sabanas y las zonas de matorral.